# Igor Wladimirowitsch Tschumak
Igor Wladimirowitsch Tschumak (russisch Игорь Владимирович Чумак, * 1. April 1964 in Wladiwostok) ist ein ehemaliger russischer Handballspieler. Er besitzt auch die französische Staatsbürgerschaft.

## Karriere

### Verein
Der 1,95 m große und 102 kg schwere Handballtorwart begann seine Karriere 1979 bei Sarja Astrachan. Schon nach einer Saison wurde er von SKIF Krasnodar verpflichtet, wo er 1988 und 1989 in der sowjetischen Liga Dritter wurde. Im Mai 1990 wechselte er zu Dinamo Astrachan, mit dem er 1990 sowjetischer Meister, 1991 Vizemeister und 1992 Dritter wurde. Im EHF-Pokal 1990/91 erreichte er das Halbfinale. 1992 unterschrieb er beim französischen Verein Montpellier HB. 1995 gewann er zum ersten Mal in der Vereinsgeschichte des heutigen Rekordmeisters die französische Meisterschaft.

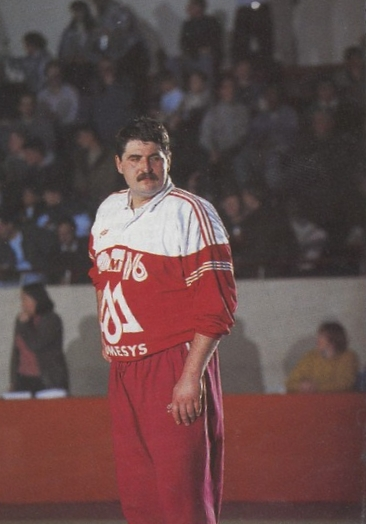
Igor Tschumak im Dress von Montpellier HB (1995).

1996 schloss er sich ES Besançon an, mit dem den Weg in die zweite Liga antreten musste. 1999 kehrte er in die LNH zurück und stand im Tor von Girondins de Bordeaux HBC. In der Saison 2000/01 spielte er für den deutschen Bundesligisten Eintracht Hildesheim. Anschließend kehrte er nach Frankreich zurück zum Sélestat AHB. Nach zwei Jahren ging er in die dritte französische Liga zu Perpignan Handball. 2005/06 ließ er seine Karriere beim TV Willstätt ausklingen.
Als sich im Frühjahr 2007 Ivan Zoubkoff, ehemaliger Mitspieler in Bordeaux, verletzte, half Tschumak nach dessen Anruf kurzerhand beim Süd-Zweitligisten Bergischer HC aus.
Im Oktober 2009 und zur Hinrunde 2010/11 wurde er vom TV Willstätt reaktiviert, wechselte jedoch bereits zur Rückrunde in die Südbadenliga zum TuS Helmlingen.

### Nationalmannschaft
Igor Tschumak wurde mit der sowjetischen Juniorenauswahl bei den Junioren-Weltmeisterschaften 1983 und 1985 Weltmeister. Mit der sowjetischen Männer-Handballnationalmannschaft gewann er bei den Olympischen Spielen 1988 die Goldmedaille sowie bei der Weltmeisterschaft 1990 die Silbermedaille. Mit dem Vereinten Team der Gemeinschaft Unabhängiger Staaten wurde er 1992 in Barcelona erneut Olympiasieger.
Für den Olympiasieg 1988 erhielt er die Auszeichnung Verdienter Meister des Sports der UdSSR.

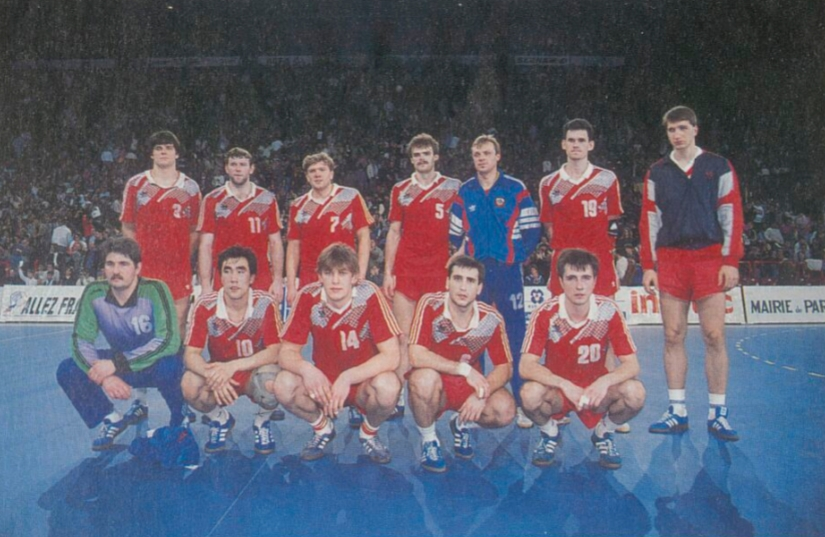
Die Auswahl der GUS beim Tournoi de Bercy 1992: Dmitri Kudinow, Michael Jakimowitsch, Serhij Bebeschko, Andrei Minevski, Alexander Minevski, Igor Wassiljew, Gennadij Chalepo (h. v. l.), Igor Tschumak, Talant Dujshebaev, Oleg Grebnew, Jurij Hawrylow, Dmitri Filippow (v. v. l.).

## Privates
Igor Tschumak ist verheiratet und hat zwei Töchter.